# Диметоат
Диметоат относится к классу фосфорорганических соединений (сложный эфир фосфорной кислоты). Обладает системной активностью, кишечным и контактным действием. Является ингибитором ацетилхолинэстеразы, действуя на нервную систему и вызывая угнетение дыхания и сердечной деятельности. Благодаря системному действию проникает внутрь растений и уничтожает скрытоживущих вредителей. Способен вызвать острые отравления у людей при попадании на кожу или вдыхании паров.
Химическая формула диметоата C5H12NO3PS2.
Входит в состав инсектицидов (коммерческих препаратов) таких как Би-58 Новый, Ди-68, Данадим, Кемидим, Рогор С, Нугор, Тагор, ПроРогор, Бином, Диметоат 400, Дитокс, Фостран, Кинфос, Сирокко.

Воздействие на здоровье
Хроническое воздействие диметоата может приводит к нарушениям функции печени и почек. Также имеются данные о возможном кацерогенном и мутагенном действии диметоата. Может оказывать негативное влияние на репродуктивную функцию. Хотя диметоат и является эффективным пестицидом, он потенциально опасен и требует осторожного, ответственного применения.